# کانن ئی‌اواس ۶۵۰
کانن ئی‌اواس ۶۵۰ (به انگلیسی: Canon EOS 650) یک دوربین عکاسی تک‌لنزی بازتابی ساخت شرکت کانن است.